# Мухамедов, Ирек Джавдатович
Ирек Джавдатович Мухамедов (род. 8 марта 1960 года, Казань) — артист балета,  педагог и хореограф, солист Большого театра (1981—1990), премьер лондонского Королевского балета (с 1990). Обладатель Гран-при Международного конкурса артистов балета в Москве (1981). Заслуженный артист РСФСР (1985). Офицер ордена Британской империи (2000). С 2007 года — руководитель балетной труппы Национальной оперы Греции, с 2019 года — педагог-репетитор балетной труппы Парижской оперы.

## Биография
В 1965 году, в возрасте пяти лет, начал заниматься в хореографическом кружке Дома пионеров Ленинского района Казани, куда его отвела мама. Родители Ирека всегда хотели, чтобы он занимался хореографией. В 1978 году закончил Московское хореографическое училище по классу педагога Александра Прокофьева, после чего был принят артистом в ансамбль «Московский классический балет».
В 1981 году завоевал Гран-при и Золотую медаль Международного конкурса артистов балета в Москве, после чего был сразу приглашен в Большой театр. Артист выделялся из участников конкурса начиная с 1-го тура, на 3-м туре он блестяще исполнил па-де-де из балета «Дон-Кихот».

Гран-при — приз Большого театра — достался танцовщику мужественному, сильному, актёру героического склада ума, утверждающему торжество жизни, свободного открытого полета. Ирек Мухаммедов по-настоящему раскрылся во время конкурса, проявив не только отменные профессиональные данные, но и поистине мужской характер. На такого танцовщика и актера, я уверен, будут ставить свои балеты сочинители танцев.— Юрий Григорович, председатель жюри.
Мухамедов был премьером Большого театра в течение 9 лет. В его репертуаре были главные мужские партии в таких балетах Григоровича, как «Иван Грозный», «Легенда о любви», «Лебединое озеро», «Ромео и Джульетта», классические спектакли «Дон Кихот», «Жизель» и «Раймонда». В расчёте на исполнительские данные артиста Григорович поставил партию Бориса в балете «Золотой век».
В 1990 году переехал в Великобританию и вошёл в труппу Королевского балета. Танцевал в спектаклях Кеннета Макмиллана и Фредерика Аштона. Специально для него Макмиллан создал спектакль «Иудино дерево», который стал его последним балетом.
В 2003 году поставил полнометражный спектакль «Принц и нищий» для Лондонского детского балета, в котором одну из партий исполнила его дочь Александра. В 2004—2005 годах был педагогом и приглашенным репетитором в Королевском балете, Английском национальном балете, Шотландском балете и Балете Бордо, а также приглашенным педагогом школы Английского национального балета. С 2005 года был постоянным педагогом в Школе танца Элмхёрста.
В 1996 году стал лауреатом Приза Benois de la Danse за роль Мистера Вордли Вайса в одноимённом балете Королевского балета Великобритании на музыку Дж. Россини, хореография Твайлы Тарп, а в 2006 году — одним из членов жюри этого фестиваля.
В 2007 году стал руководителем балетной труппы Национальной оперы Греции.
Художественный руководитель балетной труппы Парижской оперы Орели Дюпон пригласила его в качестве педагога-репетитора — сначала репетировать «Лебединое озеро», затем — давать уроки, с 2019 года он стал работать с труппой на постоянной основе. Один из балетов, в подготовке которого он принимал участие, — балет хореографа Пьера Лакотта по мотивам одноимённого романа Стендаля «Красное и чёрное» на музыку Жюля Массне, мировая премьера которого состоялась 15 октября 2021 года.

Я благодарен России и глубоко убежден, что мне повезло в том, что я родился татарином, который рос и воспитывался по большей части в русской культуре, в русской среде. То, что во мне слились и объединились два столь различных менталитета, каждому из которых соответствует богатейший пласт многовековых традиций, в конечном итоге, обогатило мою душу, сделало её более восприимчивой к другим культурам, позволило более тонко воспринимать окружающий меня мир. И хотя сегодня и я сам, и вся моя семья имеем британские паспорта, это ничего не меняет, я всегда буду с гордостью говорить, что я татарин, всегда буду считать себя гражданином России, и совершенно неважно где, в какой стране я при этом живу.

### Личная жизнь
Первой супругой Ирека Мухамедова была солистка балета Большого театра Людмила Кудрявцева, вторую супругу зовут Мария. У него двое детей: дочь Александра и сын Максим.

## Репертуар вБольшом театре
- 1978, 2 января[13] — Франц («Коппелия, или Красавица с голубыми глазами» Л. Делиба, хореография А. Горского, С. Головкиной, М. Мартиросяна, А. Радунского)
- 1981, 4 декабря — Спартак («Спартак» А. Хачатуряна, хореограф-постановщик Ю. Григорович)
- 1982, 4 ноября — Борис («Золотой век» Д. Шостаковича, хореограф-постановщик Ю. Григорович) (премьера[14])
- 1983, 25 февраля — Царь Иван Грозный («Иван Грозный» на музыку С. Прокофьева и М. Чулаки, хореограф-постановщик Ю. Григорович)
- 1983, 23 декабря — Базиль («Дон Кихот» Л. Минкуса, хореография А. Горского, К. Голейзовского, Р. Захарова)
- 1984, 21 апреля — Ромео («Ромео и Джульетта» С. Прокофьева, хореограф-постановщик Ю. Григорович)
- 1984, 30 июня — Рыцарь Жан де Бриен («Раймонда» А. Глазунова, хореограф-постановщик Ю. Григорович)
- 1986, 24 сентября — Граф Альберт («Жизель» А. Адана, хореография Ж. Коралли, Ж. Перро, М. Петипа, Л. Лавровского)
- 1987, 2 мая — Граф Альберт («Жизель» А. Адана, хореография Ж. Коралли, Ж. Перро, М. Петипа, Ю. Григоровича)
- 1987, 31 декабря — Щелкунчик-принц («Щелкунчик» П. И. Чайковского, хореограф-постановщик Ю. Григорович)
- 1988, 25 марта — Сирано де Бержерак («Сирано де Бержерак» М. Констана, хореограф-постановщик Р. Пети)
- 1988, 21 декабря — Исполнитель (Гран па из балета «Пахита» на музыку Э. Дельдевеза и Л. Минкуса, хореография М. Петипа, П. Гусева, М. Кондратьевой)
- 1989, 14 марта — Ферхад («Легенда о любви» А. Меликова, хореограф-постановщик Ю. Григорович)
- 1989, 13 мая — Тибальд («Ромео и Джульетта» С. Прокофьева, хореограф-постановщик Ю. Григорович)
- 1990, 28 февраля — Петрушка («Петрушка» И. Стравинского, хореограф-постановщик М. Фокин)

## Репертуар вКоролевском балете
- 1990, 1 августа — Подполковник Вершинин (Па-де-де «Прощание» из будущего балета «Зимние грёзы», музыка П. И. Чайковского — Романс фа мажор, соч.51, хореография К. Макмиллана) (премьера с участием И. Мухамедова состоялась 19 июля 1990 года на Гала-концерте в честь 90-летия Королевы Елизаветы в London Palladium)[15]
- 1990, 29 ноября — Жан де Бриен (III акт балета «Раймонда» А. Глазунова, хореография Р. Нуреева по мотивам М. Петипа)
- 1991, 7 февраля — Подполковник Вершинин («Зимние грёзы», музыка П. И. Чайковского в аранжировке Филипа Гаммона и русская народная музыка в аранжировке Томаса Хартмана, хореография К. Макмиллана) (мировая премьера)[16]
- 1991, 6 мая — Сирано («Сирано», музыка У. Джозефса[англ.], хореография Д. Бинтли[англ.])
- 1991, 5 июня — Танцевальная песня («Лани[англ.]», музыка Ф. Пуленка, хореография	Б. Нижинской) (36-минутный одноактный балет)
- 1991, 10 декабря — Кола («Тщетная предосторожность», музыка Ф. Герольда в аранжировке Дж. Ланчбери, хореография Ф. Аштона по мотивам одноимённого балета Ж. Доберваля)
- 1992, 26 февраля — Де Грие («Манон», музыка Ж. Массне в оркестровке  Лейтона Лукаса[англ.] совместно с Хильдой Гонт, хореография К. Макмиллана)
- 1992, 19 марта  — Бригадир («Иудино дерево[англ.]», музыка Б. Элиаса[англ.], хореография К. Макмиллана) (мировая премьера)
- 1992, 21 июля —  Ромео («Ромео и Джульетта[англ.]» С. Прокофьева, хореография К. Макмиллана)
- 1992, 29 октября — Наследный принц Австро-Венгрии Рудольф («Майерлинг», музыка Ф. Листа в обработке Дж. Ланчбери, хореография К. Макмиллана)
- 1992, 6 ноября — Принц Зигфрид («Лебединое озеро» П. И. Чайковского, хореография М. Петипа, Л. Иванова, Д. Бинтли[англ.], Ф. Аштона)
- 1993, 21 января — Аполлон («Аполлон[англ.]» И. Стравинского, хореография Дж. Баланчина)
- 1993, 1 февраля — Принц Флоримунд («Спящая красавица» П. И. Чайковского, хореография М. Петипа, Ф. Лопухова, Ф. Аштона, К. Макмиллана, редакция 1977 года)
- 1993, 7 апреля — Базилио («Дон Кихот» Л. Минкуса в обработке К. Палмера[англ.], хореография М. Петипа, А. Горского, М. Барышникова)
- 1993, 4 июня — Блудный сын («Блудный сын» С. Прокофьева, хореография Дж. Баланчина)
- 1993, 23 октября — Войцек («Другой барабанщик[англ.]», музыка А. Веберна, А. Шёнберга, хореография К. Макмиллана)
- 1993, 1 декабря — Па-де-де из III акта балета «Спящая красавица» (редакция 1977 года) (номер 16 в программе Зимнего гала-концерта, телевидение — прямая трансляция BBC 2)
- 1993, 17 декабря — Принц («Щелкунчик» П. И. Чайковского, хореография Л. Иванова, П. Райта[англ.])
- 1994, 18 июня  — Танцовщик («Пугающие симметрии» Дж. Адамса, хореография Э. Пейджа[англ.]) (30-минутный одноактный балет, мировая премьера)
- 1994, 10 ноября — Па-де-де из балета «Сильвия» Л. Делиба, хореография Ф. Аштона (десятиминутный номер в смешанной программе Королевского балета)
- 1994, 21 декабря — Принц Флоримунд («Спящая красавица» П. И. Чайковского, хореография М. Петипа, Ф. Лопухова, Ф. Аштона, К. Макмиллана, Э. Доуэлла, редакция 1994 года)
- 1995, 9 февраля — Граф Альбрехт («Жизель» А. Адана, хореография Ж. Перро, Ж. Коралли, М. Петипа, Ф. Аштона)
- 1995, 30 марта — Петрушка («Петрушка» И. Стравинского, хореография М. Фокина)
- 1995, 27 октября — Леско («Манон», музыка Ж. Массне в оркестровке  Лейтона Лукаса[англ.] совместно с Хильдой Гонт, хореография К. Макмиллана)
- 1995, 23 ноября  — Усатый цирковой силач (Комическое па-де-де «Шоу со стороны» на музыку И. Стравинского, хореография К. Макмиллана[17]) (десятиминутный номер в смешанной программе Королевского балета)
- 1995, 9 декабря — Мистер Вордли Вайс («Мистер Вордли Вайс» на музыку Дж. Россини, хореография Твайлы Тарп) (трёхактный балет, мировая премьера)[18]
- 1996, 7 февраля — Па-де-де «...то томный, то дикий...» на музыку Ф. Листа, хореография Э. Пейджа[англ.] (12-минутный номер в смешанной программе Королевского балета, мировая премьера)
- 1996, 7 февраля —  Муж («Приглашение», композитор М. Шейбер, хореография К. Макмиллана, балет в пяти картинах)
- 1996, 18 октября — Бриаксис, предводитель пиратов («Дафнис и Хлоя» М. Равеля, хореография Ф. Аштона)
- 1997, 1 марта — Солор («Баядерка» Л. Минкуса в оркестровке Дж. Ланчбери, хореография М. Петипа, Н. Макаровой, редакция 1989 года)
- 1997, 23 июня — Па-де-де («Талисман» Р. Дриго, хореография  М. Петипа) (десятиминутный номер в смешанной программе, выступление Королевского балета в Токио, премьера)
- 1997, 14 июля — Па-де-де «Диана и Актеон», музыка  Р. Дриго, хореография  М. Петипа в редакции А. Вагановой (номер 15 в программе Прощального гала-концерта, телевидение — прямая трансляция BBC 2, премьера)
- 1998, 23 февраля — Танцовщик («Мечта ангелов», музыка Д.  Куртага Officium breve in memoriam Szervánszky, Op. 28, хореография У. Такетта[англ.]) (13-минутный одноактный балет, Dance Bites Tour 1, Lyceum Theatre[англ.], мировая премьера)
- 1998, 16 июня — Танцовщик («Обман, Ложь, Воровство», музыка Д. Лэнга, М. Гордона[англ.], хореография Э. Пейджа[англ.]) (34-минутный одноактный балет, Barbican Theatre[англ.], мировая премьера)
- 1999, 23 июля — Питер Квинт («Поворот винта», музыка А. Пануфника, хореография У. Такетта[англ.]) (40-минутный одноактный балет по мотивам одноимённого рассказа Г. Джеймса, Sadler's Wells Theatre[англ.], мировая премьера)
- 1999, 1 декабря  — Кода, акт II (Царство теней) из балета «Баядерка» (редакция 1989 года) (номер в программе Гала-концерта, телевидение — прямая трансляция BBC)
- 2000, 12 апреля — Джон Проктор («Суровое испытание», музыка Ч. Айвза, хореография У. Такетта[англ.]) (51-минутный одноактный балет по мотивам одноимённой пьесы А. Миллера, мировая премьера)
- 2000, 6 мая — Фавн («Послеполуденный отдых фавна» на музыку К. Дебюсси, хореография В. Нижинского) (премьера восстановленного балета)
- 2000, 5 июля — Танцовщик («Луи Армстронг (...когда ангелы летают...)», музыка в исполнении Л. Армстронга, хореография У. Такетта[англ.])	(75-минутный одноактный балет, мировая премьера которого состоялась 29 октября 1999 года — «Ирек Мухамедов и компания» в  Sadler's Wells Theatre[англ.]) (номер в гала-концерте «Белые ночи в Ковент-Гардене», премьера)
- 2003, 5 апреля — выступил в качестве оратора (язык русский) («Евгений Онегин» — глава 1, строфа 50) (первый номер в смешанной программе Королевского балета, посвящённой Р. Нуриеву)
- 2003, 5 апреля — Танцовщик («Память», посвящение Рудольфу Нуриеву, 4-минутное соло, музыка А. Н. Скрябина, хореография Ирека Мухамедова) (второй номер в смешанной программе Королевского балета, мировая премьера)
- 2004, 28 апреля — Распутин («Анастасия[англ.]», музыка П. И. Чайковского, Б. Мартину, Ф. Винкеля[нем.], Р. Рюфера[нем.], хореография К. Макмиллана, в редакции 1996 года, реализованной Деборой Макмиллан)[19]

## Репертуар вSadler's Wells Theatre[англ.]
- 1994, 9 февраля — Отелло («Отелло», музыка Иэна Дирдена, хореография Кима Брандструпа[англ.]) (совместно с Arc Dance Company) (премьера)[20][7]
- 1999, 1 марта — Дон Жуан («Возвращение Дон Жуана», музыка Кима Хельвега, хореография Кима Брандструпа[англ.]) (совместно с Arc Dance Company) (премьера)[21][7]

## Постановки
- 2003 — «Принц и нищий», Лондонский детский балет
- 2005 — «Спартак», Гонконгский балет (сценограф Чарльз Гусак-Смит)[22]

## Фильмография

### Записи балетных спектаклей

#### Спектакли Большого театра
- 1983 — Борис, «Золотой век» Ю. Григоровича (Конферансье — В. Деревянко)
- 1984 — Спартак, «Спартак» Ю. Григоровича (Фригия — Н. Бессмертнова, Красс — М. Габович)
- 1987 — Борис, «Золотой век» Ю. Григоровича (Конферансье — М. Цивин)
- 1987 — Жан де Бриен, «Раймонда» М. Петипа в редакции Ю. Григоровича
- 1989 — Ромео, «Ромео и Джульетта» Ю. Григоровича (Джульетта — Н. Бессмертнова, Тибальд — А. Ветров)
- 1989 — Тибальд, «Ромео и Джульетта» Ю. Григоровича (Ромео — Ю. Васюченко, Джульетта — Н. Ананиашвили)
- 1989 — Ферхад, «Легенда о любви» Ю. Григоровича
- 1989 — Щелкунчик-принц, «Щелкунчик» Ю. Григоровича
- 1990 — Иван Грозный, «Иван Грозный» Ю. Григоровича
- 1990 — Спартак, «Спартак» Ю. Григоровича (Фригия — Л. Семеняка, Красс — А. Ветров)
- 1990 — Петрушка, «Петрушка» М. Фокина

#### Спектакли Королевского балета
- 1991 — Солор, «Баядерка» Л. Минкуса в оркестровке Дж. Ланчбери, хореография М. Петипа в редакции Н. Макаровой
- 1992 — Подполковник Вершинин, «Зимние грёзы» К. Макмиллана[2]
- 1994 — Принц, «Щелкунчик» П. И. Чайковского, хореография Л. Иванова, П. Райта[англ.]
- 1997 — Бригадир, «Иудино дерево» К. Макмиллана (в издании представлены два балета, второй —  спектакль Бирмингемского королевского балета «Nutcracker Sweeties», музыка Д. Эллингтона и Б. Стрэйхорна на темы из «Щелкунчика» П. И. Чайковского, хореография Д. Бинтли)

## Признание и награды
- 1981 — Гран-при и Золотая медаль Международного конкурса артистов балета в Москве[23]
- 12 октября 1985 — звание «Заслуженный артист РСФСР»[1]
- 1988 — премия имени Ханса Кристиана Андерсена как лучшему танцовщику мира[2]
- 1992 — «Танцовщик года» (по мнению читателей британского журнала Dance and Dancers[англ.])[2]
- 1992 — «Танцовщик года» (британская газета The Independent On Sunday)[2]
- 1992 — премия London Evening Standard Award for Dance[2]
- 1992 — премия Gino Tani Dance Award в Италии[2]
- 1996 — приз «Бенуа танца» за исполнение партии Мистера Вордли Вайса («Мистер Вордли Вайс» Твайлы Тарп, Королевский балет)[5]
- 1998 — премия имени Вацлава Нижинского Парижской академии танца[фр.][2]
- Январь 2000 — орден Британской империи степени офицера[2]